# Katharine Cook Briggs
Katharine Cook Briggs (Lansing, Michigan, EUA, 3 de gener de 1875–1968) fou una de les creadores, juntament amb la seva filla Isabel Briggs Myers, de la teoria psicològica Myers Briggs Type Indicator (MBTI).

## Biografia
Katharine Cook Briggs nasqué el 3 de gener de 1875 en una família estatunidenca que promovia l'educació de les dones per igual que en els homes. El seu pare, que treballava a la Michigan State University— antigament coneguda com a Michigan Agricultural College—, fou qui educà Katharine personalment a casa. No va ser fins a catorze anys que Katharine va tenir una educació formal. Anà a la universitat i, ja graduada, es casà amb Lyman James Briggs, físic i futur director del Departament d'Estàndards i Tecnologia a Washington.
El 18 d'octubre de 1897, Katharine i Lyman varen tenir l'única filla que sobrevisqué la infantesa, Isabel Briggs Myers. Més enllà d'haver estudiat agricultura, Katharine va esdevenir una acadèmica reconeguda durant una època en què es creia que massa educació per una dona podia danyar la seva capacitat reproductiva. A més, treballà com a professora i es dedicà a escriure durant tota la seva vida. Un fet rellevant de la seva vida és que s'interessà molt per la teoria de tipus psicològics desenvolupada per Carl Jung. Aquesta qüestió és el que la durà a crear, juntament amb la seva filla, el Myers-Briggs Type Indicator (MBTI®).
Finalment, morí l'any 1968 amb 93 anys.

## Recerca
Briggs cercà informació sobre estudis realitzats en l'educació contemporània dels infants i teories de desenvolupament social. De fet, va crear un test de vocació per infants. El concebia com un element clau per la futura felicitat i benestar dels mateixos. La seva recerca primerenca la dugué a identificar 4 tipus de personalitats l'any 1917: els tipus meditatius, els espontanis, els executius i els sociables—aquesta observació és la que, més endavant, esdeveniran, en termes del MBTI, en Ixxx, ExxP, ExTJ i ExFJ respectivament. Tanmateix, investigant estudis de filòsofs, científics i psicòlegs, fou incapaç d'identificar una teoria tipològica definitiva que encabís tots els aspectes. D'ençà la falta de resultats, decidí començar a crear la seva pròpia teoria.

### Escriptura
Katharine escrigué assajos sobre la criança i l'educació, sempre creient que els infants tenen una curiositat innata i que l'educació és el que aviva aquest instint natural. Un dels interessos primerencs de Briggs cap als tipus de personalitat sorgí dels seus intents d'escriure novel·les de ficció. Per tal de crear personatges en les seves ficcions, intentà entendre els detalls de les personalitats humanes i els seus comportaments. Els seus primers dos articles foren publicats al diari New Republic. Totes dues publicacions discutien la teoria de Carl Jung. El primer article fou publicat l'any 1926 (Meet Yourself Using the Personality Paint Box) i el segon l'any 1928 (Up From Barbarism).

### Implicació d'Isabel Briggs
L'any 1923, Briggs topà amb l'estudi de Carl Jung i l'introduí a la seva filla, Isabel Briggs Myers. La seva teoria se centrava en les diferències innates entre les persones a l'hora de prendre decisions i captar informació. Després de llegir l'obra de Jung Psychologische Typen, Briggs abandonà la seva pròpia creació d'una teoria psicològica i començà a concentrar-se en les idees de Jung de manera més profunda. Isabel, en un principi desinteressada en aquesta recerca, canvià d'idea en veure que aquell projecte podria ajudar a la gent a identificar el tipus d'ofici més adequar d'acord amb el seu caràcter. Així doncs, decidí d'unir forces amb la seva mare. Totes dues foren notablement influïdes per Jung i cregueren que les seves idees podrien ajudar altre persones a prendre decisions per millorar la seva qualitat de vida tot realçant les diferències interpersonals de manera positiva. A partir d'aquell moment, s'inicià un període d'uns vint anys d'observació dels tipus. L'any 1945, Katharine i Isabel, amb l'ajut de George Washington Medical School. Tenint al cap la feina de la seva mare, durant la Segona Guerra Mundial, Isabel creà un test que ajudés a identificar l'ofici més adequat per cada persona.

## Llegat
La vida de Briggs fou dedicada a explorar les idees de Carl Jung i a aplicar-les de manera que pogués millorar la vida de les altres persones. Isabel seguí amb els estudis de la seva mare i les observacions de Jung, i amb ells fou capaç d'iniciar la creació d'un qüestionari de paper per avaluar el tipus psicològic. Isabel dedicà la segona meitat de la seva vida intentant completar la visió de la seva mare. Briggs fou principalment la força implusora i inspiració darrere de la creació del MBTI i Isabel la força treballadora que creà el test físic.

### MBTI
Briggs i la seva recerca tipològica inicial foren coadjuvants per crear una de les eines de personalitat més conegudes i àmplicament usades, el Myers Briggs Type Indicator (MBTI). Avui en dia, és usa en àrees molt diverses, des de contractació laboral a assessorament conjugal. Des que fou formalment part de l'Educational Testing Service l'any 1962, s'ha estimat que més 50 milions de persones han fet el test MBTI. El MBTI classifica els diferents tipus de personalitats en quatre parells de categories. Katharine i Isabel sostenien que cadascú encaixa en una de les 16 combinacions possibles de personalitats, amb una preferència dominant per cada dicotomia. El marc del test amb prou feines ha canviat des que Briggs el desenvolupà. El MBTI és fortament criticat per la mancança de suport científic.